# Коу, Джордж
Джордж Вашингтон Коу (англ. George Washington Coe; 13 июля 1856, Брайтон, Айова, США — 12 ноября 1941, Розуэлл, Нью-Мексико, США) — американский ковбой и ганфайтер, один из основных бойцов «Регуляторов», окружного отряда, сформированного во время Войны в округе Линкольн. Участвовал в большинстве боевых действий этого конфликта, включая перестрелку в Блейзерс-Милл и Пятидневную битву.
Джордж Коу был одним из немногих «Регуляторов», благополучно доживших до старости. В 1934 году он написал автобиографию под названием Frontier Fighter, в которой подробно описал своё участие в Войне в округе Линкольн и рассказал о личностных чертах других бойцов окружного отряда.

## Ранние годы
Джордж Вашингтон Коу родился в Брайтоне, штат Айова, в 1856 году. Он переехал на Территорию Нью-Мексико со своим двоюродным братом Фрэнком Коу между 1871 и 1875 годами, чтобы работать на ранчо, принадлежавшем другому их кузену, Джеймсу Альберту «Эбу» Сондерсу, и расположенном недалеко от форта Стэнтон, вблизи Ратона. Известно, что в это время Джордж и Фрэнк Коу несколько раз участвовали в рейдах по поимке и линчеванию угонщиков скота и конокрадов.
18 июля 1876 года Док Скарлок, Чарли Боудри, Фрэнк Коу, Джордж Коу и Эб Сондерс взяли штурмом тюрьму Линкольна (весьма слабо защищённую) и освободили из-под стражи угонщика скота Хесуса Ларго, после чего вывезли его за город и повесили. Никаких обвинений в связи с этими действиями им предъявлено не было.
К 1878 году братья Коу арендовали землю в округе Линкольн, чтобы основать собственное ранчо.

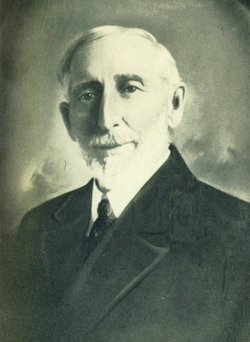
Фрэнк Коу (1930)
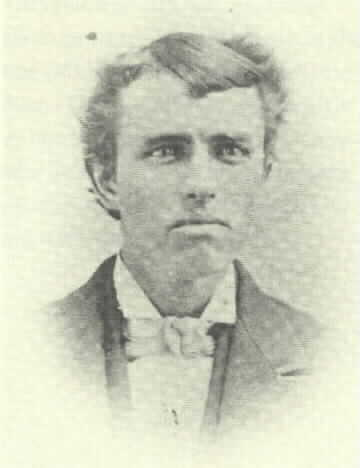
Джеймс Альберт «Эб» Сондерс (1880-е)
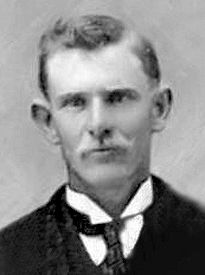
Док Скарлок (ок. 1877)
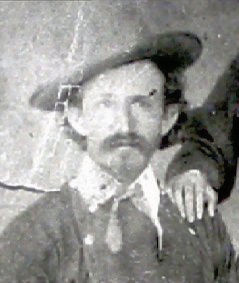
Чарли Боудри (ок. 1880)

## Война в округе Линкольн
Война в округе Линкольн стала следствием соперничества между компанией «Мёрфи и Долан» и английским предпринимателем Джоном Генри Танстеллом за экономическое влияние в штате Нью-Мексико. Фактически округ контролировался ирландскими предпринимателями Лоренсом Мёрфи и Джеймсом Доланом, имевших покровителей в лице губернатора и генерального прокурора Территории Нью-Мексико. Мёрфи и Долан владели единственным магазином в округе и скупали краденый скот; кроме того, им удалось заключить контракт на поставку мяса с правительством США. Танстелл и его адвокат Александр Максуин были противниками их альянса. Танстелл нанял для охраны своего скота людей, в число которых входили  Билли Кид, Джордж и Фрэнк Коу, а также Док Скарлок и Чарли Боудри. Компания Мёрфи и Долана наняла в качестве боевиков банду Джесси Эванса и отряд фермеров, известный как «Воины семи рек». Кроме того, Джеймс Долан подкупил представителей закона, в частности, шерифа Уильяма Брейди. Фракции были разделены по этническому и религиозному признаку: люди Мёрфи были в основном католиками-ирландцами, а Танстелл и его союзники — английскими протестантами.
Братья Коу был втянуты в конфликт после того, как шериф Брейди в январе 1877 года арестовал Джорджа Коу и Дока Скарлока якобы по подозрению в укрывательстве беглого убийцы Фрэнка Фримена (члена банды Эванса). В течение следующих нескольких дней Брейди жестоко обращался со Скарлоком и Коу, их пытали, но в конце концов отпустили.
Убийство Танстелла бандой Эванса, подосланной шерифом Брейди, произошедшее 18 февраля 1878 года, развязало Войну в округе Линкольн, ставшую самым кровавым гражданским конфликтом на Диком Западе. После этого преступления ковбои Танстелла, уже не надеясь на помощь закона, объединились в отряд «Регуляторы» (англ. Regulators), чтобы отомстить убийцам. Основными бойцами отряда были Дик Брюэр, Билли Кид, Док Скарлок, Чарли Боудри, Хосе Чавес, «Грязный Стив» Стивенс, Джон Миддлтон, Фрэнк Макнаб, Генри Ньютон Браун, Том О’Фолльярд, а также Джордж и Фрэнк Коу. Юридически группа была создана как помощники мирового судьи Уилсона.
8 или 9 марта 1878 года «Регуляторы» убили Билла Мортона и Фрэнка Бейкера, двух членов банды Эванса, не намереваясь их арестовывать и предавать суду. «Регуляторам» также приписывается совершённое в то же время убийство Уильяма Макклоски, который, якобы, их предал.
4 апреля 1878 года «Регуляторам» удалось смертельно ранить члена банды Эванса Эндрю «Картечь» Робертса в перестрелке в Блейзерс-Милл. В этой стычке Джордж Коу был ранен в правую руку Эндрю Робертсом (пуля оторвала ему указательный палец). Коу продолжил стрелять с левой руки, и одна из его пуль ранила Робертса, который вскоре скончался от полученных ран.
Джордж Коу ранил члена банды «Воинов семи рек» «Голландца Чарли» Крулинга в Линкольне утром 30 апреля 1878 года, на следующий день после того, как банда Эванса и «Воины семи рек» убили Фрэнка Макнаба и захватили кузена Джорджа, Фрэнка Коу.
Джордж Коу также участвовал в рейде, организованном Доком Скарлоком в отместку за убийство Макнаба, 14 мая 1878 года. Отряд Регуляторов, состоявший примерно из двадцати человек, атаковал скотоводческое ранчо Долана — Райли. По словам Райли, они угнали двадцать шесть лошадей и двух мулов, убили пастуха по имени Уэйр; индейца-навахо, работавшего на ранчо поваром, а также 15-летнего мальчика по имени Джонни. Один источник утверждает, что «Регуляторы» захватили на ранчо Мануэля «Индейца» Сеговию, который, как считается, лично добил раненного Макнаба, но немного позже Сеговия был застрелен при попытке к бегству Билли Кидом и Хосе Чавесом. Фактически после этого рейда «Регуляторы» потеряли последнюю поддержку представителей закона в лице шерифа Джона Коупленда. Коупленд был отстранён от должности губернатором и заменён Джорджем Пеппином, ставленником Долана.
Джордж Коу также сыграл заметную роль в Битве за Линкольн между двумя фракциями 15—19 июля 1878 года. Джордж был одним из трёх «Регуляторов» (двое других — Генри Ньютон Браун и «Тигр Сэм» Смит), которые не были блокированы войсками Мёрфи — Долана в доме Максуина, а держали оборону, укрепившись на складе зерна, находившемся за магазином Танстелла. Известно, что 19 июля эта троица ранила в шею Энди Бойла, пытавшегося поджечь конюшни Максуина, а также плотным ружейным огнём вынудила троих поджигателей укрыться в отдельно стоящей уборной, продержав их там до наступления темноты. Джорджу Коу удалось выйти из окружения в битве, не получив ранений.
5 августа 1878 года Билли Кид, Джордж Коу и Генри Ньютон Браун совершили убийство индейского агента Мориса Бернштейна при попытке угнать лошадей из резервации мескалеро, после чего едва спаслись от преследователей.

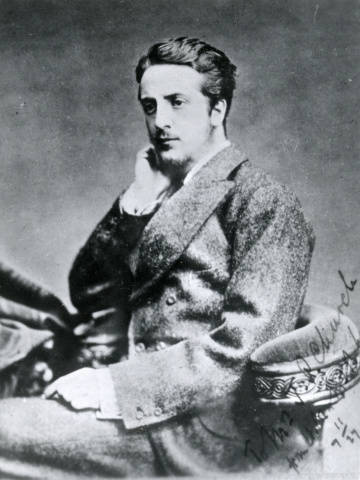
Джон Генри Танстелл (1875)
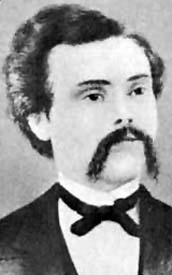
Александр Максуин (ок. 1875)
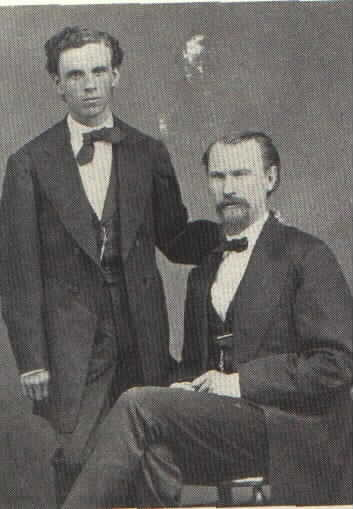
Лоренс Мёрфи (справа) и Джеймс Долан (1870-е)
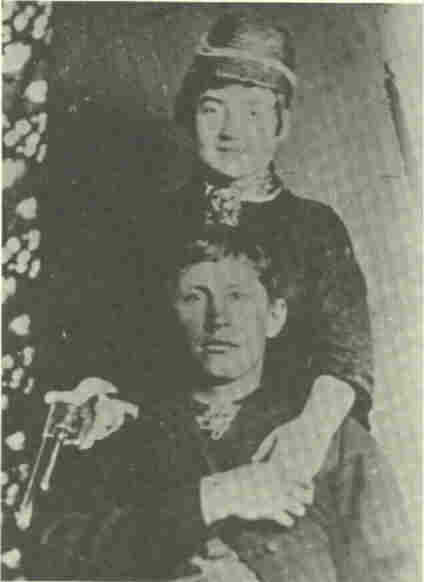
Джесси Эванс и неизвестная женщина (ок. 1870)
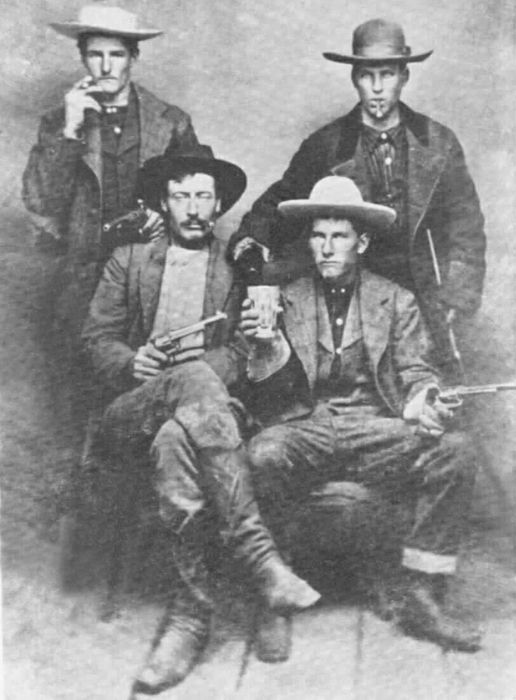
«Воины семи рек» (ок. 1878)
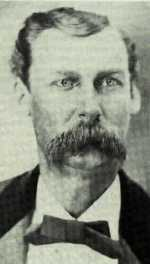
Шериф Уильям Брейди, до апреля 1878
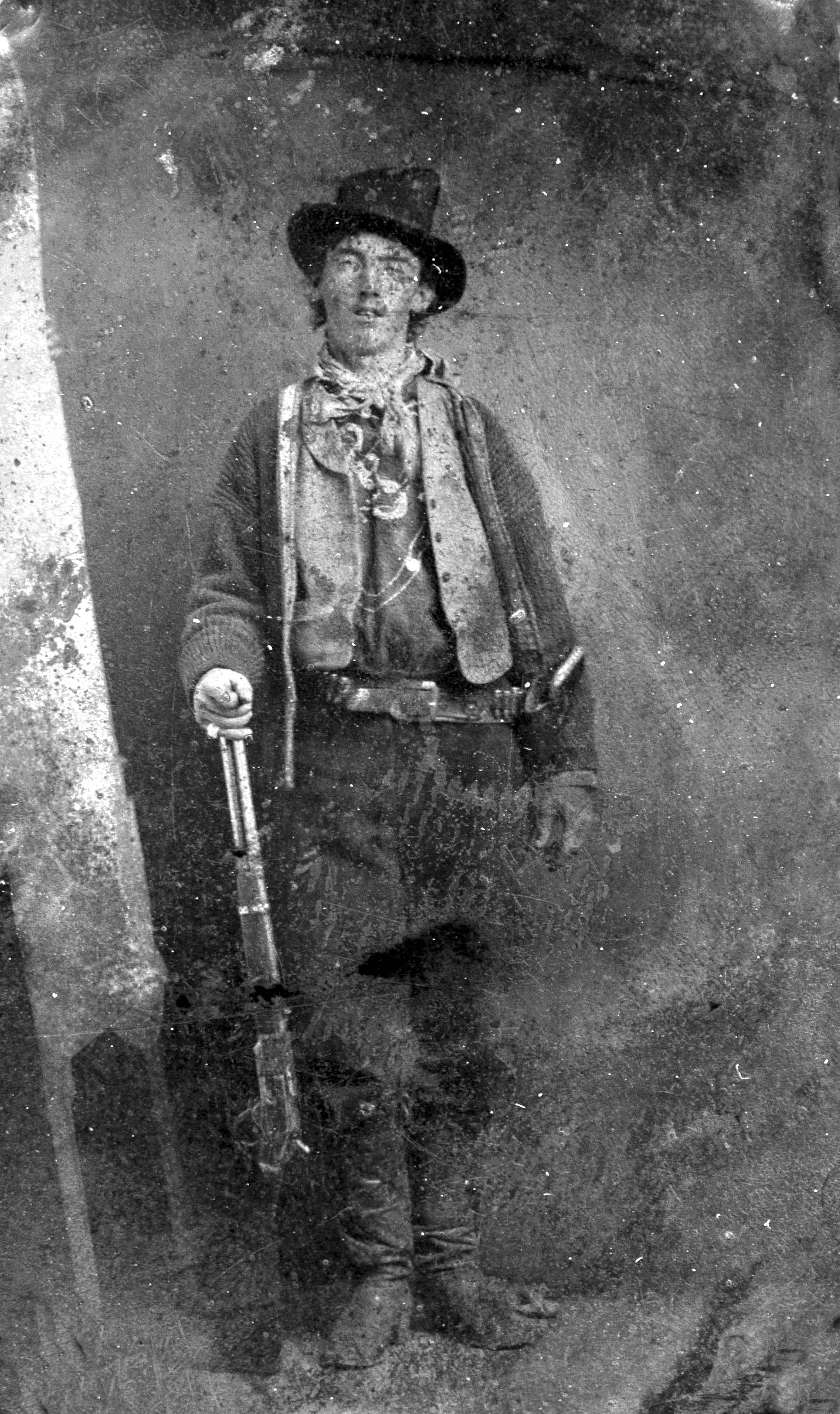
Билли Кид (ок. 1880)
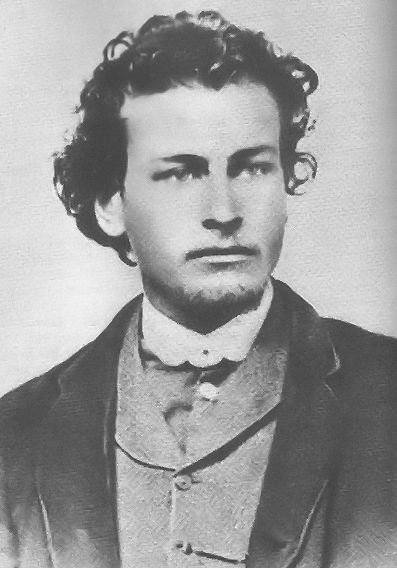
Дик Брюэр (ок. 1875)
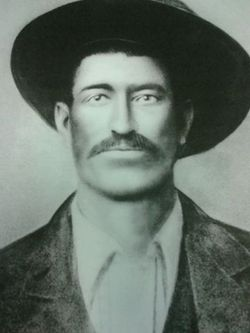
Хосе Чавес-и-Чавес, конец XIX века
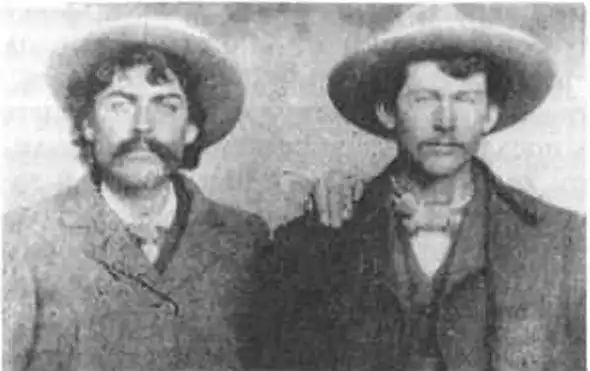
Фрэд Уэйт (слева) и Генри Ньютон Браун (ок. 1878)
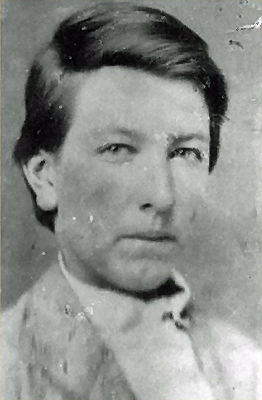
Том O'Фольярд (ок. 1875)

## Последние годы и смерть
После разгрома «Регуляторов» братья Коу на время покинули Нью-Мексико, живя в Небраске и Колорадо, но в конце концов вернулись обратно в округ Линкольн. После возвращения Джордж Коу был арестован по обвинению в убийстве Эндрю «Картечь» Робертса, но впоследствии амнистирован губернатором Нью-Мексико Лью Уоллесом.
В 1884 году он основал «Ранчо Золотого Света» (англ. Golden Glow Ranch) в округе Линкольн и стал преуспевающим и уважаемым членом общества.
Джордж Вашингтон Коу умер 12 ноября 1941 года в Розуэлле, штат Нью-Мексико. Похоронен в Гленко, Нью-Мексико.

## Образ в искусстве
- В сериале «Билли Кид» (2022 — …) роль Джорджа Коу исполняет Брендан Флетчер[30].